# Filetes de Samos
Filetes (llatí: Philetas, grec antic: Φιλητᾶς) fou un poeta grec nadiu de Samos, autor de dos epigrames inclosos a l'Antologia grega coneguts per l'encapçalament Φιλητᾶ Σαμίου. La seva època és desconeguda, ja que els epigrames pels quals es coneix no donen cap informació.
Hi ha autors que proposen la seva identificació amb Filetes de Cos, però el seu origen de Samos ho fa difícil.